# Деісус

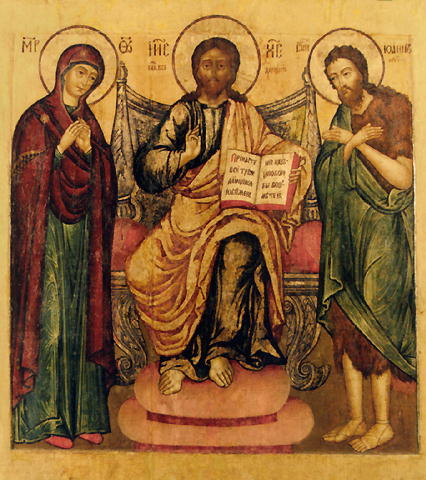
Деісус. Іконостас приділу Гурія і Самона, церква Ільї Пророка, Ярославль. Початок XVIII ст.

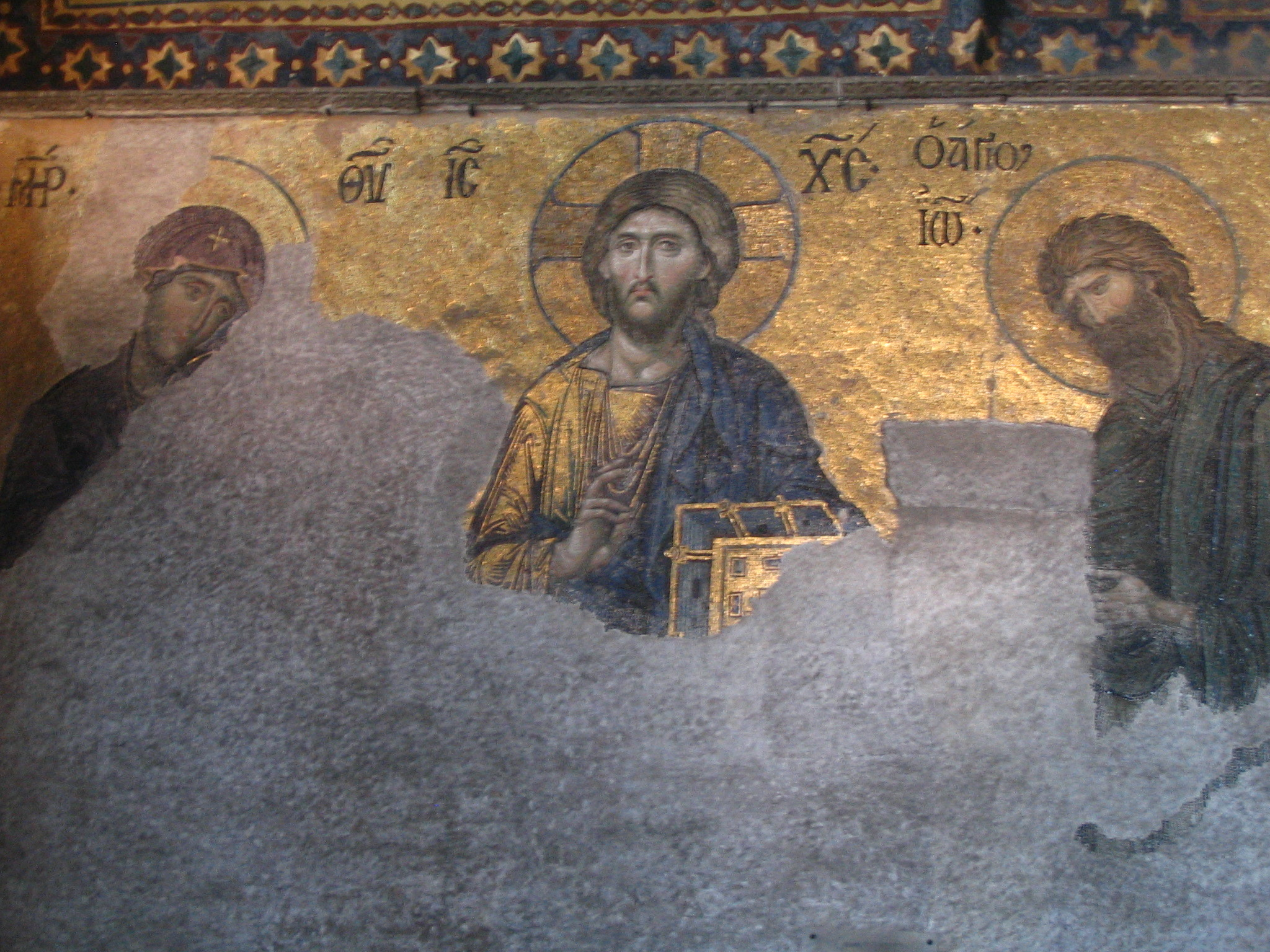
Деісусний чин (Софіївський собор, Константинополь)

Де́ісус (грец. δέησις — прохання, моління; деісис) — назва особливого роду ікони, на якій посередині зображений Спаситель, а по боках — обернені до Нього у молитовних позах Богородиця та Іван Предтеча.
Деісусний чин — головна частина іконостасу, де в центрі зображено Спасителя, а з лівого і правого боку розміщаються ікони Богоматері, Іоанна Хрестителя і апостолів.

## Деісус та Деісусний чин у храмах України

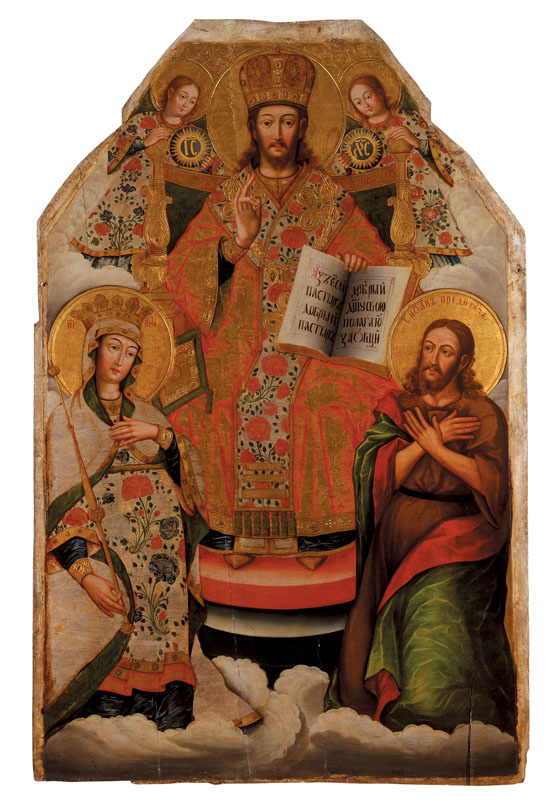
Ікона «Деісус», що є частиною деісусного ряду, дає відчуття грандіозності всього іконостасу. Національний художній музей України

У церкві в ім'я Всемилостивішого Спаса, розташованій у Наталіївському парку (в селищі Володимирівка Краснокутського району Харківської області), на  іконостасі особливо цінними були 9 ікон Деісусного чину майстрів новгородського письма, іконописної школи XV–XVI століть. На теперішній час вони втрачені.
У Софіївському соборі Константинополя (Туреччина) до першого періоду мозаїчного оздоблення належить мозаїчний цикл, створений після закінчення доби іконоборства у 867 році: вхідну стіну південного вестибюля прикрашав один із фрагментів — деісус (фігура Іоанна Хрестителя не збереглася).
Патерик Києво-Печерський повідомляє про п'ятифігурний деісус та дві намістних ікони, написаних Аліпієм Печерським для однієї з київських церков, ймовірно для Михайлівського Золотоверхого собору в Києві, зруйнованого у 1934 році.
Іконостас Спасо-Преображенської церкви у Великих Сорочинцях, який є пам'яткою українського мистецтва першої третини XVIII ст., має  в усіх трьох частинах — центральній, північній і південній — ікони Деісусного чину: у центральній частині — Деісусний чин без Богоматері та Іоанна Хрестителя; у північній частині — Деісусна композиція з центральною іконою «Мати Божа з немовлям та ангелами»; у південній частині — Деісусний чин з центральною іконою «Христос з Іоанном Хрестителем», обабіч якої дві ікони із зображенням апостолів — по три на кожній іконі.
У Національному музеї у Львові представлений Богородчанський іконостас епохи українського ренесансу та бароко, що є колективною роботою (1698—1703) для Скита Манявського, у якій «Деісус», дві великі композиції «Успіння» і «Вознесіння», що розміщувалися обабіч іконостаса в північному і південному раменах, дияконські врата з зображенням архангелів Михаїла та Гавриїла, «Тайна вечеря», «Розп'яття» з пристоячими, намісні ікон «Спас» і «Богородиця», «Святі Антоній і Феодосій Печерські» та «Воздвиження Чесного Хреста», а також голови апостолів і деякі сцени неділь-п'ятидесятниць належать Йову Кондзелевичу .